# Bopfingen
Bopfingen (Swabia: Bopfeng) là một thị trấn nhỏ nằm ở huyện Ostalbkreis, thuộc bang Baden-Württemberg, Đức.

## Thị trưởng
Kể từ tháng 2 năm 2006 Gunter Bühler là thị trưởng của Bopfingen.
- Wilhelm Haas: 1840-1876
- Wilhelm Dörr 1877-1899
- Adolf Bergmüller: 1900-1903
- Eugen Enslin: 1903-1936
- Hans Ellinger: 1936-1945
- Paul Merz: 1945-1947
- Hans Ellinger: 1954-1973
- Erich Göttlicher: 1973-1998
- Bernhard Rapp: 1998-2006